# 278P/McNaught
278P/McNaught, aussi nommée McNaught 9[réf. nécessaire], est une comète périodique du système solaire, découverte le 22 mai 2006 par Robert H. McNaught.